# نوقت
نوقت هي بلدة في مقاطعة كسبي في ولاية قشقداريا في أوزبكستان.